# Szewnianka
Szewnianka (Kamionka, Pokrzywnianka) – potok, prawobrzeżny dopływ Kamiennej o długości 20,65 km i powierzchnia zlewni 90 km².. 
Źródła potoku znajdują się w okolicach miejscowości Truskolasy i Kraszków, u podnóża Góry Truskolaskiej, w Paśmie Jeleniowskim Gór Świętokrzyskich. Uchodzi do Kamiennej w Ostrowcu Świętokrzyskim.
W 1935 r. Szewniankę na terenie Ostrowca uregulowano. W tym czasie powstały nowe mosty na ulicach Staszica i Wiejskiej, a także most kolejowy. 25-27 lipca 2001 r. Szewnianka wylała i wraz z innym dopływem Kamiennej, strugą Modłą zalała większą część dolnego, prawobrzeżnego Ostrowca.